# Gregor Krajc
Gregor Krajc, slovenski pravnik in politik, * 20. november 1971, Kranj.
Med letoma 2003 in 2004 je bil državni sekretar Republike Slovenije na Uradu predsednika Vlade Republike Slovenije, zadolžen za stike z javnostjo.
Več mandatov je bil tudi direktor vladnega urada za informiranje.
V 12. vladi Republike Slovenije je postal vodja kabineta Mira Cerarja.